# Ilha de Paquetá
A Ilha de Paquetá localiza-se no interior nordeste da Baía de Guanabara, no bairro de Paquetá, na Cidade do Rio de Janeiro, Capital do Estado do Rio de Janeiro, no Brasil. A principal forma de acesso à ilha é através das barcas que partem da Praça XV. Há também uma linha de transporte "clandestino" de embarcações de pequeno porte ligando a Ilha de Paquetá à Ilha de Itaoca, no município de São Gonçalo.
Em outubro de 2021 foram divulgados pelo IBGE os resultados do censo populacional realizado na ilha no mês anterior. Foi a primeira localidade brasileira a ser recenseada depois do Censo de 2010, dando início ao Censo de 2022. A população residente aferida foi de 3 612 habitantes, distribuídos em uma área de 1,216 km², sendo sua densidade populacional de 2 970,4 hab/km².

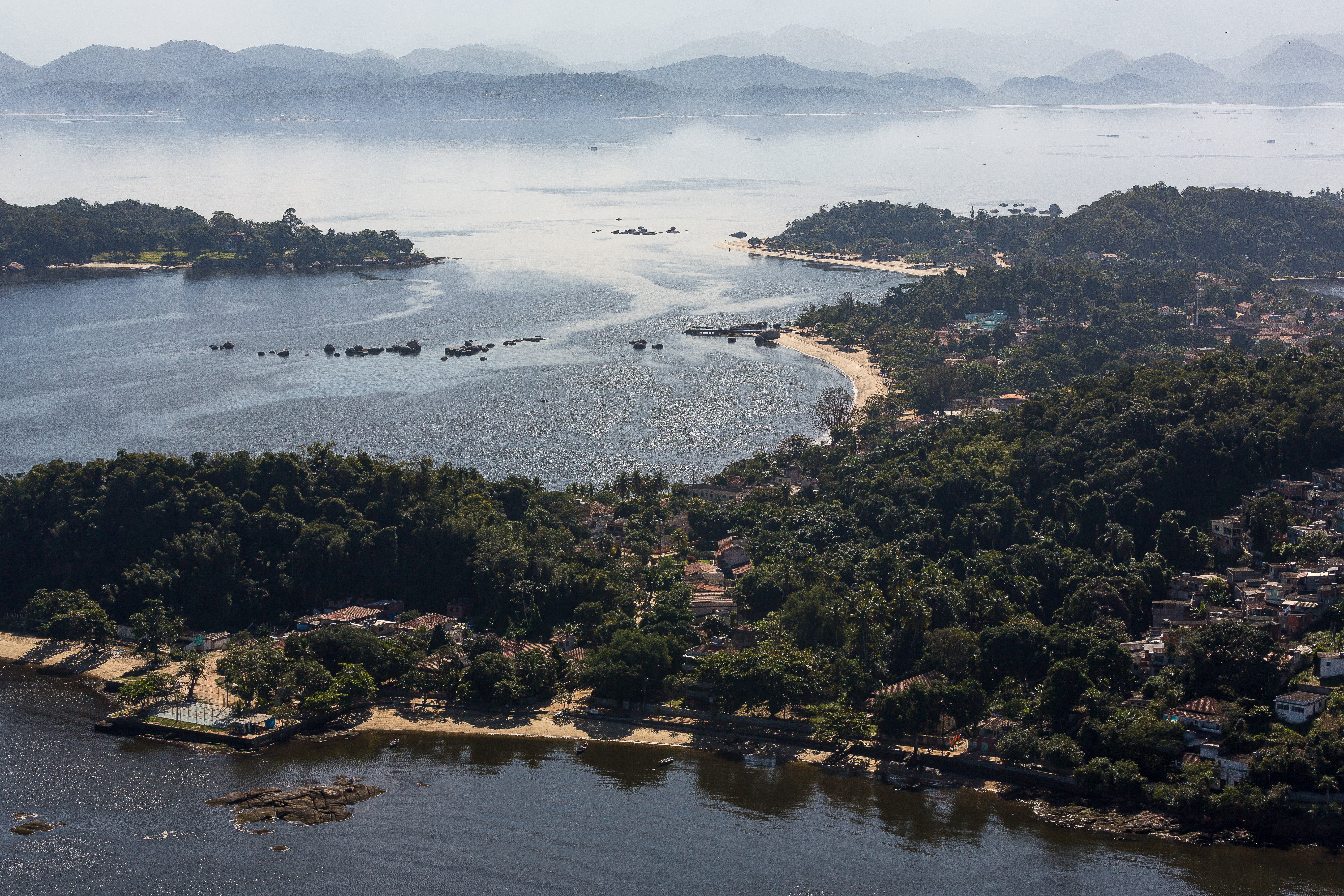
Vista aérea da Ilha de Paquetá.

## Etimologia
"Paquetá" é uma palavra com origem na língua tupi. Significa "muitas pacas", pela junção de paka (paca) e etá (muitos).

## História

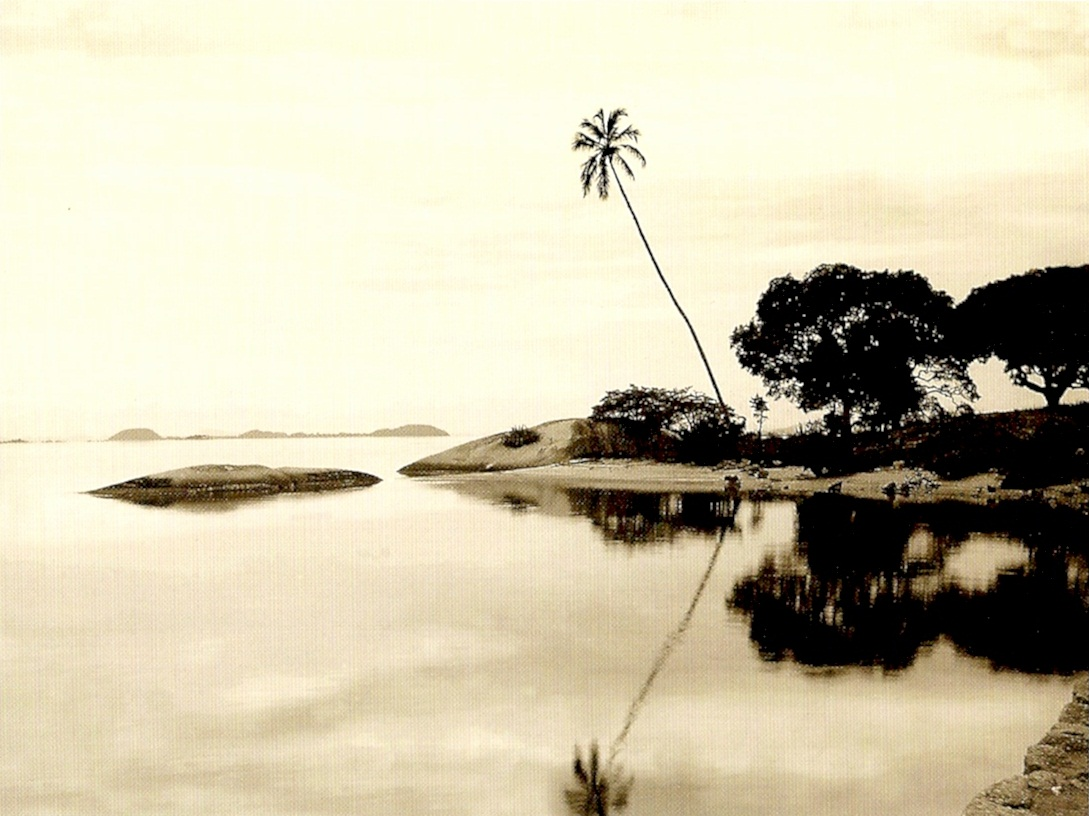
Ilha de Paquetá (Marc Ferrez, 1885)

### Os séculos XVI e XVII
Atribui-se ao cosmógrafo francês André Thevet, integrante da expedição de Nicolas Durand de Villegagnon, a descoberta da ilha pelos europeus, ainda em 1555, quando da fundação da chamada França Antártica. Na época, a ilha era habitada pelos índios tamoios, também chamados tupinambás, os quais se aliaram aos franceses contra os colonizadores portugueses. Na ilha, houve uma importante batalha da guerra entre tupinambás e franceses, de um lado, e portugueses e índios temiminós, de outro. Na batalha, morreu o grande líder tupinambá Guaixará.
No contexto da campanha para a expulsão definitiva dos franceses pelas forças portuguesas comandadas por Estácio de Sá e da fundação da cidade do Rio de Janeiro em 1565, nesse mesmo ano a ilha de Paquetá foi doada, sob a forma de duas sesmarias, a dois dos capitães portugueses: a parte norte da ilha, atual bairro do Campo, coube a Inácio de Bulhões, e a parte sul, atual bairro da Ponte, a Fernão Valdez.

Ilha de Paquetá, 1894. Arquivo Nacional.

### O século XVIII
A parte sul da ilha teve uma colonização mais acelerada em comparação com a parte norte, onde, em sua maior parte, se constituiu a Fazenda São Roque, dedicada à agricultura e à pecuária. Foi nas terras da São Roque que se ergueu, em 1697, a primeira capela da ilha, a Capela de São Roque, padroeiro de Paquetá.

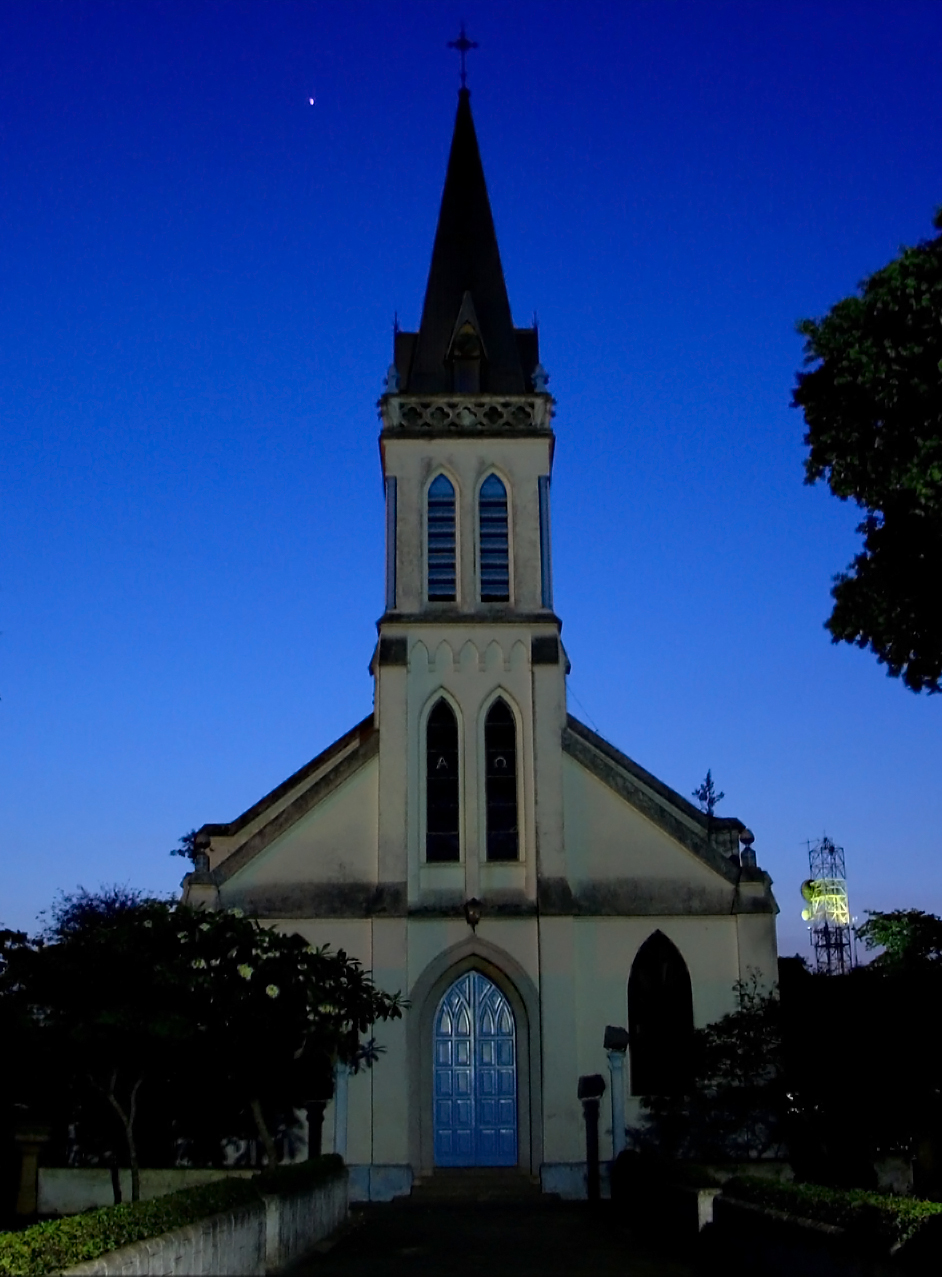
Igreja Matriz do Senhor Bom Jesus do Monte

Posteriormente, em 1763, foi iniciada a primitiva Capela do Senhor Bom Jesus do Monte da Ilha de Paquetá com a condição de que se constituísse em uma Paróquia local. Em 1769, Paquetá foi desvinculada da Freguesia de Magé, o que deu lugar, além dos protestos eclesiásticos de Magé pelas suas perdas, a rivalidades na própria ilha para a escolha da Igreja Matriz, se a Capela de São Roque ou a do Bom Jesus. Em 1771, no entanto, esse ato foi anulado e Paquetá voltou a ser integrada a Magé.

### O século XIX

Ilha de Paquetá em 1908.
Arquivo Nacional

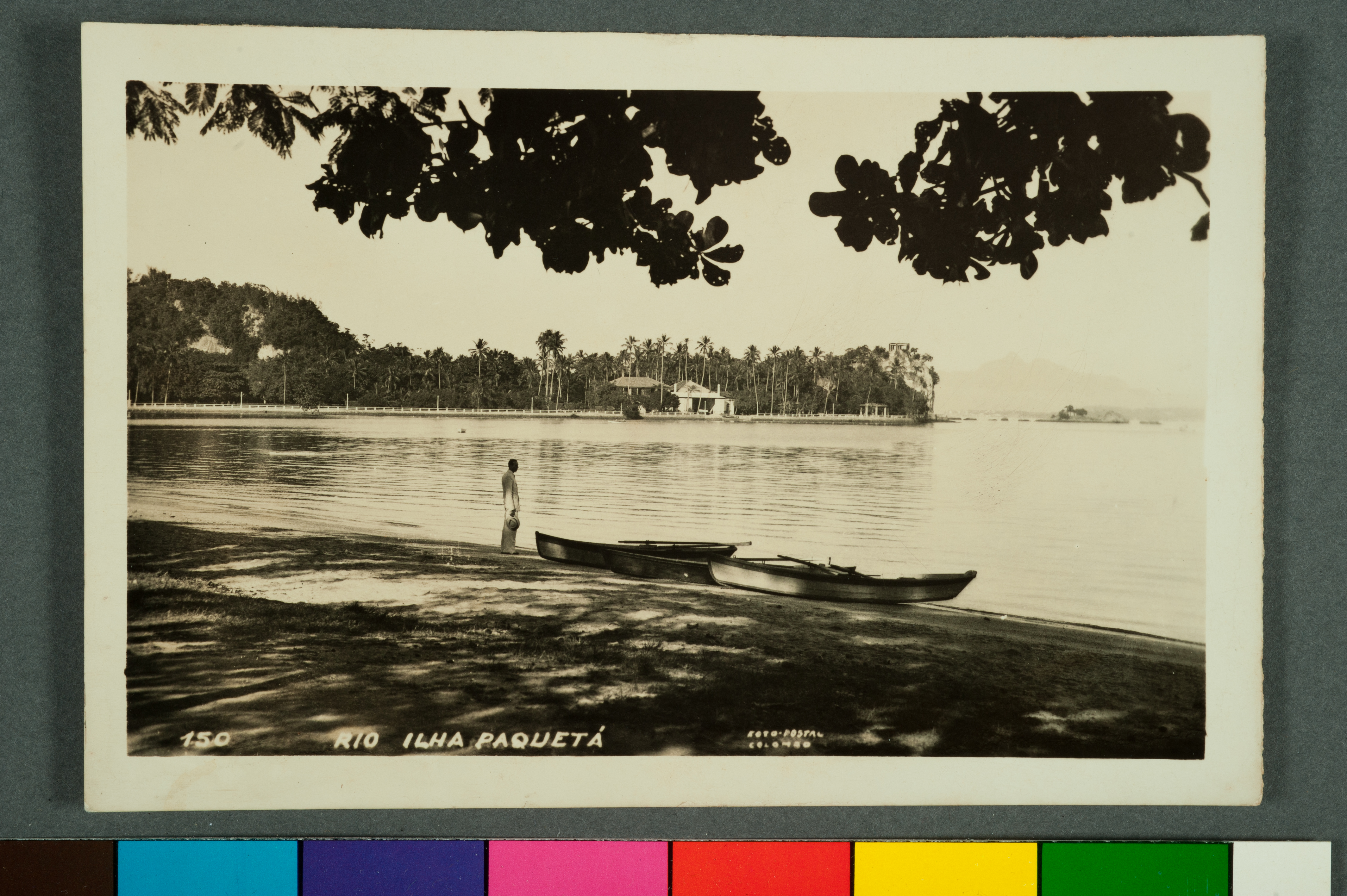
Cartão postal da ilha na década de 1950

No contexto da presença da Família Real Portuguesa no Brasil, um alvará especial do príncipe-regente dom João criou a Freguesia do Senhor Bom Jesus do Monte.
No Período Regencial, em 1833, por decreto regencial, a ilha de Paquetá tornou-se independente de Magé e passou a pertencer ao Município da Corte.

### O século XX
Em 1903, os distritos da ilha de Paquetá e da ilha do Governador foram unidos no Distrito das Ilhas, incorporando as ilhas e ilhotas ao redor de ambas.
Em 1961, o estado da Guanabara criou o Distrito Administrativo de Paquetá e, em 1975, com a fusão dos estados da Guanabara e do Rio de Janeiro, a ilha passou a pertencer à cidade do Rio de Janeiro.

## Demografia
Segundo censo realizado pelo IBGE em setembro de 2021, a população residente da Ilha de Paquetá é de 3 612 habitantes. O censo revelou os seguintes resultados:
- 1 936 (53,6%) são mulheres e 1 676 (46,4%) são homens
- 462 (12,8%) são menores de 14 anos
- 1 141 (31,6%) têm 60 anos ou mais e 834 (23,1%) têm 65 anos ou mais
- 3 084 (85,4%) têm 16 anos ou mais

## Aspectos geográficos e de meio ambiente
É a principal ilha do arquipélago de mesmo nome, que é integrado ainda por:
- Ilha do Braço Forte
- Ilha do Brocoió
- Ilha da Casa da Pedra
- Ilha Comprida
- Ilha dos Ferros
- Ilha das Folhas
- as duas ilhas de Jurubaíba (interligadas por um banco de areia)
- Ilha dos Lobos
- Ilha do Manguinho
- Ilha Pancaraíba (antiga Colônia de Férias da Companhia de Petróleo Ipiranga)
- Ilha Pita
- Ilha Redonda
- Ilha dos Itapacis
- Ilha de Tapuama (Ilha do Sol)

A ilha de Paquetá apresenta o formato de um oito, com 1,2 quilômetro quadrado de área e 8 quilômetros de perímetro. Em sua maior extensão, da ponta do Lameirão à ponta da Imbuca, mede 2 316 metros e, na menor, na ladeira do Vicente, aproximadamente 100 metros.
Em seu relevo, contam-se nove morros, o mais elevado dos quais o morro do Vigário, na cota de 69 metros acima do nível do mar. As demais elevações são:
- Morro de São Roque ou morro da Moreninha
- Morro do Castelo
- Morro da Covanca
- Morro do Costallat
- Morro das Pedreiras
- Morro das Paineiras
- Morro do Vigário
- Morro do Veloso
- Morro da Cruz

As praias da ilha são: 
- Praia dos Tamoios
- Praia do Catimbau
- Praia do Lameirão (também conhecida como Praia das Águas)
- Praia da Covanca
- Praia Pintor Castagneto (Praia dos Coqueiros)
- Praia de São Roque
- Praia da Moreninha (Praia Dr. Aristão)
- Praia Manuel Luís (Praia dos Frades)
- Praia da Imbuca, Iracema e Moema
- Praia da Mesbla
- Praia Grossa
- Praia José Bonifácio (Praia da Guarda)

As praias de Paquetá são um patrimônio nacional, tombado pelo Instituto do Patrimônio Histórico e Artístico Nacional (IPHAN), na data de 30 de junho de 1938, sob o processo de nº 99-T-1938.
A ilha dista aproximadamente quinze quilômetros da Praça XV de Novembro, no Centro da cidade do Rio de Janeiro. Constitui-se no bairro de Paquetá, um tradicional e pacato recanto turístico da cidade.
O arquipélago de Paquetá encontra-se próximo à Área de Preservação Ambiental de Guapimirim, área de conservação de manguezais, fonte de vida marinha. Essa proximidade, aliada ao fato de que o arquipélago se encontra em uma área da baía com grande profundidade, no seu canal principal, faz com que as águas das praias de Paquetá, ricas em peixes, sejam constantemente renovadas.
Originalmente, a ilha era recoberta pela Mata Atlântica. Com a colonização europeia, ao longo dos séculos, foram sendo introduzidas espécies exógenas, particularmente árvores frutíferas, palmeiras e flamboyants, destacando-se um exemplar de baobá carinhosamente apelidado pela população de "Maria Gorda". Essa vegetação oferece suporte a uma variedade de espécies de aves silvestres, marinhas e migratórias.
Pela importância na paisagem da ilha, dez árvores existentes tiveram seu tombamento estadual pelo Instituto Estadual do Patrimônio Cultural (INEPAC), na data de 22 de novembro de 1967, sob o processo de nº E-03/300.203/67.
As árvores com tombamento estadual são:
- Amendoeira - Praia dos Tamoios com ladeira Vicente
- Baobá "Maria Gorda" - Praia dos Tamoios, nº 125
- Mangueira - Rua Tomás Cerqueira, nº 73
- Mangueira - Rua Padre Juvenal, defronte, nº 44
- Tamarineira - Praia José Bonifácio, nº 221
- Jaqueira - Rua Guedes de Carvalho
- Mangueira - Rua Guedes de Carvalho
- Mangueira - Rua Frei Leopoldo com Rua Manuel Macedo
- Algodoeira - Início da praia Marechal Floriano
- Tamarineira - Praia Marechal Floriano, nº 258

## Aspectos do desenvolvimento econômico
Tradicionalmente, a ilha constituiu-se em um polo abastecedor da cidade do Rio de Janeiro, com os produtos oriundos, principalmente, da Fazenda São Roque. A coleta de mariscos e a atividade de pesca também foram importantes no período colonial e após. A partir do século XVII, começou a se desenvolver na ilha uma pequena atividade de construção naval, paralelamente à exploração de pedras e de cal para a construção civil na cidade. A atividade de fabricação de cal era facilitada pela abundância de conchas como matéria-prima e de madeira oriunda dos manguezais, utilizada como combustível nos fornos.
A ocupação da ilha adensou-se a partir das frequentes visitas de dom João VI, do estabelecimento de uma linha regular de barcas, a partir de 1838, e, principalmente, através da divulgação obtida através do romance A moreninha, de Joaquim Manuel de Macedo, publicado em 1844, que se tornou um best-seller na corte, à época. Isso permitiu o aumento de visitantes, atraídos ainda pela devoção a São Roque, assumindo a ilha a feição de polo turístico que, gradualmente, se impôs, passando a ser a principal atividade da ilha, função que conserva até aos nossos dias.
Atualmente, os visitantes contam, além das praias e pedras, com passeios de charrete e de bicicleta e com as visitas ao solar que hospedou dom João, à casa de José Bonifácio de Andrada e Silva, e à Casa de Cultura, instalada em um prédio de estilo eclético, recém-reformado.

## Saneamento
A ilha não dispunha de fontes naturais de água potável e desse modo, os seus moradores recorriam ao uso de poços para solucionar a demanda de abastecimento. O poço de São Roque era, à época, o mais utilizado pela qualidade de suas águas, o que envolveu o seu nome em uma série de lendas locais.
Em 1908, foi inaugurado o sistema de captação de águas do Alto Suruí, no município de Magé, e a sua adução por dutos submarinos até a ilha, na ponta do Lameirão.
Mais tarde, foi necessária a construção de uma estação elevatória na ponta do Lameirão para conduzir as águas até o reservatório no alto do morro do Marechal, de onde eram distribuídas por gravidade para as diversas partes da ilha.
Atualmente, o serviço é prestado pela Companhia Estadual de Águas e Esgotos do Rio de Janeiro, e o abastecimento é oriundo do Sistema Imunana-Laranjal - diferentemente do restante do município do Rio de Janeiro, que é abastecido pelo Sistema Guandu.
O sistema de coleta e tratamento de esgotos em Paquetá foi um dos pioneiros no país, tendo sido concluído em 1912 pela Companhia City Improvements, empresa de capital britânico, concessionária da exploração desses serviços no Rio de Janeiro. Parte desta histórica estação de tratamento ainda é preservada, na sede da Companhia Estadual de Águas e Esgotos do Rio de Janeiro na ilha.
A iluminação das ruas, assim como o serviço de distribuição de eletricidade às residências foi inaugurado em 1918 pela Rio-Light. A energia era oriunda da ilha do Governador, através de cabos submarinos, ligados a uma subestação na praia da Guarda.